# Premio César per il migliore attore non protagonista

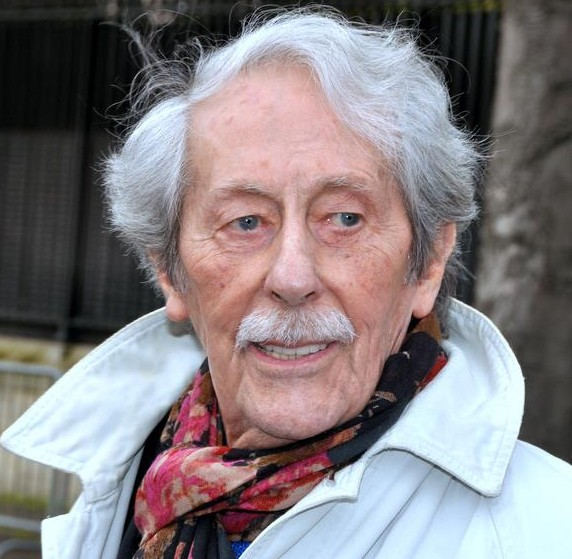
Jean Rochefort vincitore della prima edizione del premio nel 1976

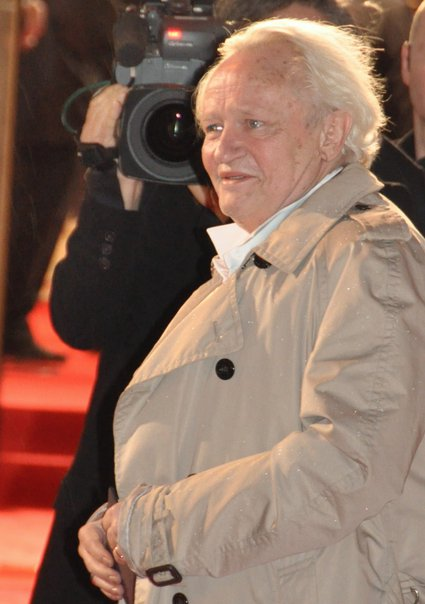
Niels Arestrup è l'attore che ha conquistato il maggior numero di premi, tre

Il premio César per il migliore attore non protagonista (César du meilleur acteur dans un second rôle, in precedenza César du meilleur second rôle masculin) è un premio cinematografico assegnato annualmente dall'Académie des arts et techniques du cinéma a partire dal 1976 al miglior attore in un ruolo secondario di un film di produzione francese uscito nelle sale cinematografiche nel corso dell'anno precedente.
Il premio è stato ricevuto tre volte dal solo Niels Arestrup (2006, 2010, 2014), due volte da Jacques Dufilho (1978, 1981), Jean Carmet (1983, 1992) e André Dussollier (1993, 2002).

## Albo d'oro
I vincitori sono indicati in grassetto, a seguire gli altri candidati.

### Anni 1976-1979
- 1976: Jean Rochefort - Che la festa cominci... (Que la fête commence)
  - Jean Bouise - Frau Marlene (Le vieux fusil)
  - Patrick Dewaere - Dai sbirro (Adieu poulet)
  - Victor Lanoux - Dai sbirro (Adieu poulet)
- 1977: Claude Brasseur - Certi piccolissimi peccati (Un éléphant ça trompe énormément)
  - Jean-Claude Brialy - Il giudice e l'assassino (Le juge et l'assassin)
  - Charles Denner - Chissà se lo farei ancora (Si c'était à refaire)
  - Jacques Dutronc - Mado
- 1978: Jacques Dufilho - L'uomo del fiume (Le crabe tambour)
  - Michel Aumont - I miei vicini sono simpatici (Des enfants gâtés)
  - Jean-François Balmer - La minaccia (La menace)
  - Jean Bouise - Il giudice d'assalto (Le juge Fayard dit le shérif)
  - Philippe Léotard - Il giudice d'assalto (Le juge Fayard dit le shérif)
- 1979: Jacques Villeret - Agenzia matrimoniale A (Robert et Robert)
  - Claude Brasseur - Una donna semplice (Une histoire simple)
  - Jean Carmet - Zucchero (Le sucre)
  - Michel Serrault - I soldi degli altri (L'argent des autres)

### Anni 1980-1989
- 1980: Jean Bouise - Il sostituto (Coup de tête)
  - Michel Aumont - Coraggio scappiamo (Courage, fuyons)
  - Bernard Blier - Il fascino del delitto (Série noire)
  - Bernard Giraudeau - Histoire d'amour (Le toubib)
- 1981: Jacques Dufilho - Una brutta storia (Un mauvais fils)
  - Heinz Bennent - L'ultimo metrò (Le dernier métro)
  - Guy Marchand - Loulou
  - Alain Souchon - Je vous aime
- 1982: Guy Marchand - Guardato a vista  (Garde à vue)
  - Gérard Lanvin - Une étrange affaire
  - Jean-Pierre Marielle - Colpo di spugna (Coup de torchon)
  - Eddy Mitchell - Colpo di spugna (Coup de torchon)
- 1983: Jean Carmet - I miserabili (Les misérables) 
  - Michel Jonasz - Qu'est-ce qui fait courir David?
  - Gérard Klein - La signora è di passaggio (La passante du Sans-Souci)
  - Jean-François Stévenin - Una camera in città (Une chambre en ville)
- 1984: Richard Anconina - Ciao amico (Tchao Pantin) 
  - François Cluzet - L'estate assassina (L'été meurtrier)
  - Bernard Fresson - Garçon!
  - Guy Marchand - Prestami il rossetto (Coup de foudre)
  - Jacques Villeret - Garçon!
- 1985: Richard Bohringer - Conto finale (L'addition)
  - Michel Aumont - Una domenica in campagna (Un dimanche à la campagne)
  - Bernard-Pierre Donnadieu - Rue barbare
  - Fabrice Luchini - Le notti della luna piena (Les nuits de la pleine lune)
  - Lambert Wilson - Femme publique (La femme publique)
- 1986: Michel Boujenah - Tre uomini e una culla (Trois hommes et un couffin) 
  - Jean-Hugues Anglade - Subway
  - Jean-Pierre Bacri - Subway
  - Xavier Deluc - Shocking Love (On ne meurt que 2 fois)
  - Michel Galabru  - Subway
- 1987: Pierre Arditi - Melò (Mélo) 
  - Jean Carmet - Due fuggitivi e mezzo (Les fugitifs)
  - Gérard Darmon - Betty Blue (37°2 le matin)
  - Claude Piéplu - Le paltoquet
  - Jean-Louis Trintignant - La donna della mia vita (La femme de ma vie)
- 1988: Jean-Claude Brialy - Les Innocents
  - Jean-Pierre Kalfon - Il grido del gufo (Le cri du hibou)
  - Jean-Pierre Léaud - Les keufs
  - Guy Marchand - L'estate impura (Noyade interdite)
  - Tom Novembre - Agent trouble - L'ultima corsa (Agent trouble)
- 1989: Patrick Chesnais - La lettrice (La lectrice) 
  - Patrick Bouchitey - La vita è un lungo fiume tranquillo (La vie est un long fleuve tranquille)
  - Alain Cuny - Camille Claudel
  - Jean-Pierre Marielle - Qualche giorno con me (Quelques jours avec moi)
  - Jean Reno - Le grand bleu

### Anni 1990-1999
- 1990: Robert Hirsch - Hiver 54, l'abbé Pierre
  - Roland Blanche - Troppo bella per te! (Trop belle pour toi)
  - Jacques Bonnaffé - Baptême
  - François Cluzet - Forza maggiore (Force majeure)
  - François Perrot - La vita e niente altro ( La vie et rien d'autre)
- 1991: Jacques Weber - Cyrano de Bergerac
  - Michel Duchaussoy - Milou a maggio (Milou en mai)
  - Michel Galabru - Uranus
  - Maurice Garrel - La timida (La discrète)
  - Daniel Prévost - Uranus
- 1992: Jean Carmet - Merci la vie - Grazie alla vita (Merci la vie) 
  - Jean-Claude Dreyfus - Delicatessen
  - Ticky Holgado - Formidabili amici... (Une époque formidable...)
  - Bernard Le Coq - Van Gogh
  - Gérard Séty - Van Gogh
- 1993: André Dussollier - Un cuore in inverno  (Un cœur en hiver) 
  - Fabrice Luchini - Il ritorno di Casanova (Le retour de Casanova)
  - Jean-Pierre Marielle - Max e Jeremie devono morire (Max & Jeremie)
  - Patrick Timsit - La crisi! (La crise)
  - Jean Yanne - Indocina (Indochine)
- 1994: Fabrice Luchini - L'amante del tuo amante è la mia amante (Tout ça... pour ça!)
  - Didier Bezace - Profil bas
  - Jean-Pierre Darroussin - Cuisine et dépendances
  - Thomas Langmann - Le Nombril du monde
  - Jean-Roger Milo - Germinal
- 1995: Jean-Hugues Anglade - La Regina Margot (La Reine Margot) 
  - Bernard Giraudeau - Le Fils préféré - Ospiti pericolosi (Le Fils préféré)
  - Fabrice Luchini - Il colonnello Chabert (Le colonel Chabert)
  - Claude Rich - Eloise, la figlia di D'Artagnan (La fille de D'Artagnan)
  - Daniel Russo - Nove mesi (Neuf mois)
- 1996: Eddy Mitchell - La felicità è dietro l'angolo (Le bonheur est dans le pré) 
  - Jean-Hugues Anglade - Nelly e Mr. Arnaud (Nelly et monsieur Arnaud)
  - Jean-Pierre Cassel - Il buio nella mente (La cérémonie)
  - Ticky Holgado - Peccato che sia femmina (Gazon maudit)
  - Michael Lonsdale - Nelly e Mr. Arnaud (Nelly et monsieur Arnaud)
- 1997: Jean-Pierre Darroussin - Aria di famiglia (Un air de famille) 
  - Albert Dupontel - Un héros très discret
  - Jacques Gamblin - Di giorno e di notte (Pédale douce)
  - Bernard Giraudeau - Ridicule
  - Jean Rochefort - Ridicule
- 1998: Jean-Pierre Bacri - Parole, parole, parole... (On connaît la chanson) 
  - Jean-Pierre Darroussin - Marius e Jeannette (Marius et Jeannette)
  - Gérard Jugnot - Marthe
  - Vincent Pérez - Il cavaliere di Lagardère (Le bossu)
  - Lambert Wilson - Parole, parole, parole... (On connaît la chanson)
- 1999: Daniel Prévost - La cena dei cretini (Le dîner de cons) 
  - Jacques Dutronc - Place Vendôme
  - Bernard Fresson - Place Vendôme
  - Vincent Pérez - Ceux qui m'aiment prendront le train
  - Jean-Louis Trintignant - Ceux qui m'aiment prendront le train

### Anni 2000-2009
- 2000: François Berléand - La truffa degli onesti (Ma petite entreprise) 
  - Jacques Dufilho - C'est quoi la vie?
  - André Dussollier - I ragazzi del Marais (Les enfants du marais)
  - Claude Rich - Pranzo di Natale (La bûche)
  - Roschdy Zem - La truffa degli onesti (Ma petite entreprise)
- 2001: Gérard Lanvin - Il gusto degli altri (Le goût des autres) 
  - Alain Chabat - Il gusto degli altri (Le goût des autres)
  - Jean-Pierre Kalfon - Saint-Cyr
  - Emir Kusturica - L'amore che non muore (La veuve de Saint-Pierre)
  - Lambert Wilson - Jet Set
- 2002: André Dussollier - La chambre des officiers
  - Édouard Baer - Betty Fisher e altre storie (Betty Fisher et autres histoires)
  - Jamel Debbouze - Il favoloso mondo di Amélie (Le fabuleux destin d'Amélie Poulain)
  - Jean-Paul Roussillon - Una rondine fa primavera (Une hirondelle a fait le printemps)
  - Rufus - Il favoloso mondo di Amélie (Le fabuleux destin d'Amélie Poulain)
- 2003: Bernard Le Coq - Il ricordo di belle cose (Se souvenir de belles choses) 
  - François Cluzet - L'avversario (The adversaire)
  - Gérard Darmon - Asterix e Obelix - Missione Cleopatra (Astérix & Obélix: Mission Cléopâtre)
  - Jamel Debbouze - Asterix e Obelix - Missione Cleopatra (Astérix & Obélix: Mission Cléopâtre)
  - Denis Podalydès - Embrassez qui vous voudrez
- 2004: Darry Cowl - Mai sulla bocca (Pas sur la bouche) 
  - Yvan Attal - Bon Voyage
  - Clovis Cornillac - À la petite semaine
  - Marc Lavoine - Il cuore degli uomini (Le Cœur des hommes)
  - Jean-Pierre Marielle - La Petite Lili
- 2005: Clovis Cornillac - Mensonges et trahisons et plus si affinités...
  - François Berléand - Les choristes - I ragazzi del coro (Les choristes)
  - André Dussollier - 36 Quai des Orfèvres
  - Maurice Garrel - I re e la regina (Rois et reine)
  - Jean-Paul Rouve - Podium
- 2006: Niels Arestrup - Tutti i battiti del mio cuore (De battre mon cœur s'est arrêté) 
  - Maurice Bénichou - Niente da nascondere (Caché)
  - Dany Boon - Joyeux Noël
  - Georges Wilson - Je ne suis pas là pour être aimé
  - Roschdy Zem - Le Petit Lieutenant
- 2007: Kad Merad - Je vais bien ne t'en fais pas
  - Dany Boon - Una top model nel mio letto (La doublure)
  - François Cluzet - Hotel a cinque stelle (Quatre étoiles)
  - André Dussollier - Non dirlo a nessuno (Ne le dis à personne)
  - Guy Marchand - Dans Paris
- 2008: Sami Bouajila - I testimoni (Les témoins)
  - Laurent Stocker - Ensemble, c'est tout
  - Fabrice Luchini - Le avventure galanti del giovane Molière (Molière)
  - Pascal Greggory - La vie en rose (La Môme)
  - Michael Lonsdale - La question humaine
- 2009: Jean-Paul Roussillon - Racconto di Natale (Un conte de Noël)
  - Benjamin Biolay - Stella
  - Claude Rich - Aide-toi, le ciel t'aidera
  - Pierre Vaneck - Deux jours à tuer
  - Roschdy Zem - La fille de Monaco

### Anni 2010-2019
- 2010: Niels Arestrup - Il profeta (Un prophète)
  - Jean-Hugues Anglade - Persécution
  - JoeyStarr - Le Bal des actrices
  - Benoît Poelvoorde - Coco avant Chanel - L'amore prima del mito (Coco avant Chanel)
  - Michel Vuillermoz -  Le Dernier pour la route
- 2011: Michael Lonsdale - Uomini di Dio (Des hommes et des dieux)
  - Niels Arestrup - Scatti rubati (L'Homme qui voulait vivre sa vie)
  - François Damiens - Il truffacuori (L'Arnacoeur)
  - Gilles Lellouche - Piccole bugie tra amici (Les Petits mouchoirs)
  - Olivier Rabourdin - Uomini di Dio (Des hommes et des dieux)
- 2012: Michel Blanc - Il ministro - L'esercizio dello Stato (L'Exercice de l'État)
  - Nicolas Duvauchelle - Polisse
  - JoeyStarr - Polisse
  - Bernard Le Coq - La Conquête
  - Frédéric Pierrot - Polisse
- 2013: Guillaume de Tonquédec – Cena tra amici (Le Prénom)
  - Samir Guesmi – Camille redouble
  - Benoît Magimel – Cloclo
  - Claude Rich – Cherchez Hortense
  - Michel Vuillermoz – Camille redouble
- 2014: Niels Arestrup - Quai d'Orsay
  - Patrick Chesnais - Les Beaux Jours
  - Patrick d'Assumçao - Lo sconosciuto del lago (L'Inconnu du lac)
  - François Damiens - Suzanne
  - Olivier Gourmet - Grand Central
- 2015: Reda Kateb - Ippocrate (Hippocrate)
  - Éric Elmosnino - La Famille Bélier
  - Jérémie Renier - Saint Laurent
  - Guillaume Gallienne - Yves Saint Laurent
  - Louis Garrel - Saint Laurent
- 2016: Benoît Magimel – A testa alta (La Tête haute)
  - Michel Fau – Marguerite
  - Louis Garrel – Mon roi - Il mio re (Mon roi)
  - André Marcon – Marguerite
  - Vincent Rottiers – Dheepan - Una nuova vita (Dheepan)
- 2017: James Thierrée – Mister Chocolat (Chocolat)
  - Gabriel Arcand - Le Fils de Jean
  - Vincent Cassel - È solo la fine del mondo (Juste la fin du monde)
  - Vincent Lacoste - Tutti gli uomini di Victoria (Victoria)
  - Laurent Lafitte - Elle
  - Melvil Poupaud - Tutti gli uomini di Victoria (Victoria)
- 2018: Antoine Reinartz – 120 battiti al minuto (120 battements par minute)
  - Niels Arestrup - Ci rivediamo lassù (Au revoir là-haut)
  - Laurent Lafitte - Ci rivediamo lassù (Au revoir là-haut)
  - Gilles Lellouche - C'est la vie - Prendila come viene (Le Sens de la fête)
  - Vincent Macaigne - C'est la vie - Prendila come viene (Le Sens de la fête)
- 2019: Philippe Katerine - 7 uomini a mollo (Le Grand Bain)
  - Jean-Hugues Anglade - 7 uomini a mollo (Le Grand Bain)
  - Damien Bonnard - Pallottole in libertà (En liberté!)
  - Clovis Cornillac - Les chatouilles
  - Denis Podalydès - Plaire, aimer et courir vite

### Anni 2020-2029
- 2020: Swann Arlaud – Grazie a Dio (Grâce à Dieu)
  - Grégory Gadebois – L'ufficiale e la spia (J'accuse)
  - Louis Garrel – L'ufficiale e la spia (J'accuse)
  - Benjamin Lavernhe – Amore a seconda vista (Mon Inconnue)
  - Denis Ménochet – Grazie a Dio (Grâce à Dieu)
- 2021: Nicolas Marié – Adieu les cons
  - Édouard Baer – La brava moglie (La Bonne Épouse)
  - Louis Garrel – DNA - Le radici dell'amore (ADN)
  - Benjamin Lavernhe – Io, lui, lei e l'asino (Antoinette dans les Cévennes)
  - Vincent Macaigne – Les choses qu'on dit, les choses qu'on fait
- 2022: Vincent Lacoste – Illusioni perdute (Illusions perdues)
  - François Civil – BAC Nord
  - Xavier Dolan – Illusioni perdute (Illusions perdues)
  - Karim Leklou – BAC Nord
  - Sylvain Marcel – Aline - La voce dell'amore (Aline)
- 2023: Bouli Lanners – La notte del 12 (La Nuit du 12)
  - François Civil – La vita è una danza (En corps)
  - Micha Lescot – Forever Young - Les Amandiers (Les Amandiers)
  - Pio Marmaï – La vita è una danza (En corps)
  - Roschdy Zem – L'innocente (L'Innocent)
- 2024: Swann Arlaud – Anatomia di una caduta (Anatomie d'une chute)
  - Anthony Bajon – Chien de la casse
  - Arthur Harari – Il caso Goldman (Le Procès Goldman)
  - Pio Marmaï – Yannick - La rivincita dello spettatore (Yannick)
  - Antoine Reinartz – Anatomia di una caduta (Anatomie d'une chute)
- 2025: Alain Chabat – L'amore che non muore (L'Amour ouf)
  - David Ayala – L'uomo nel bosco (Miséricorde)
  - Bastien Bouillon – Il conte di Montecristo (Le Comte de Monte-Cristo)
  - Jacques Develay – L'uomo nel bosco (Miséricorde)
  - Laurent Lafitte – Il conte di Montecristo (Le Comte de Monte-Cristo)